# Perizoma derasata
Perizoma derasata là một loài bướm đêm trong họ Geometridae.